# Opallionectes andamookaensis
L'opallionecte (Opallionectes andamookaensis) è un rettile marino estinto, appartenente ai plesiosauri. Visse nel Cretaceo inferiore (Aptiano, circa 115 milioni di anni fa) e i suoi resti fossili sono stati ritrovati in Australia. I fossili si sono conservati in opale.

## Descrizione
Questo rettile marino è conosciuto per uno scheletro incompleto (comprendente alcune vertebre, costole, ossa delle zampe, denti e alcuni gastroliti) conservatosi in opale, proveniente da una miniera nei pressi di Andamooka, in Australia Meridionale. Dai resti fossili è stato possibile ricostruire un plesiosauro di medie dimensioni, lungo circa 5 metri; come tutti i plesiosauri, era dotato di un collo lungo e di zampe trasformate in pinne. I denti di Opallionectes (il cui nome significa "nuotatore di opale") erano sottili, simili ad aghi, e ricordavano quelli dei notosauri del Triassico. Probabilmente erano utilizzati per intrappolare piccole prede come pesci e calamari.

## Classificazione
Opallionectes, descritto per la prima volta nel 2006, è considerato un membro piuttosto primitivo dei plesiosauri dal collo lungo. Sembra che i suoi più stretti parenti possano essere ricondotti ai plesiosauri del Giurassico, come Cryptoclidus, e non ai plesiosauri cretacei della famiglia degli elasmosauridi (come il contemporaneo e conterraneo Woolungasaurus). Opallionectes, quindi, potrebbe essere stato una sorta di "fossile vivente" della sua epoca.

## Paleobiologia
Analisi delle strutture sedimentarie, dei fossili, dei dati degli isotopi e dei modelli climatici hanno mostrato che Opallionectes viveva in una regione caratterizzata da condizioni climatiche stagionali fredde (forse vicine al congelamento); ciò suggerisce che questo animale, analogamente ad altri plesiosauri rinvenuti negli stessi luoghi (come il piccolo Umoonasaurus), avesse sviluppato una qualche sorta di adattamento per vivere nelle acque gelide, come migrazioni stagionali o un elevato metabolismo.